# Dansbana

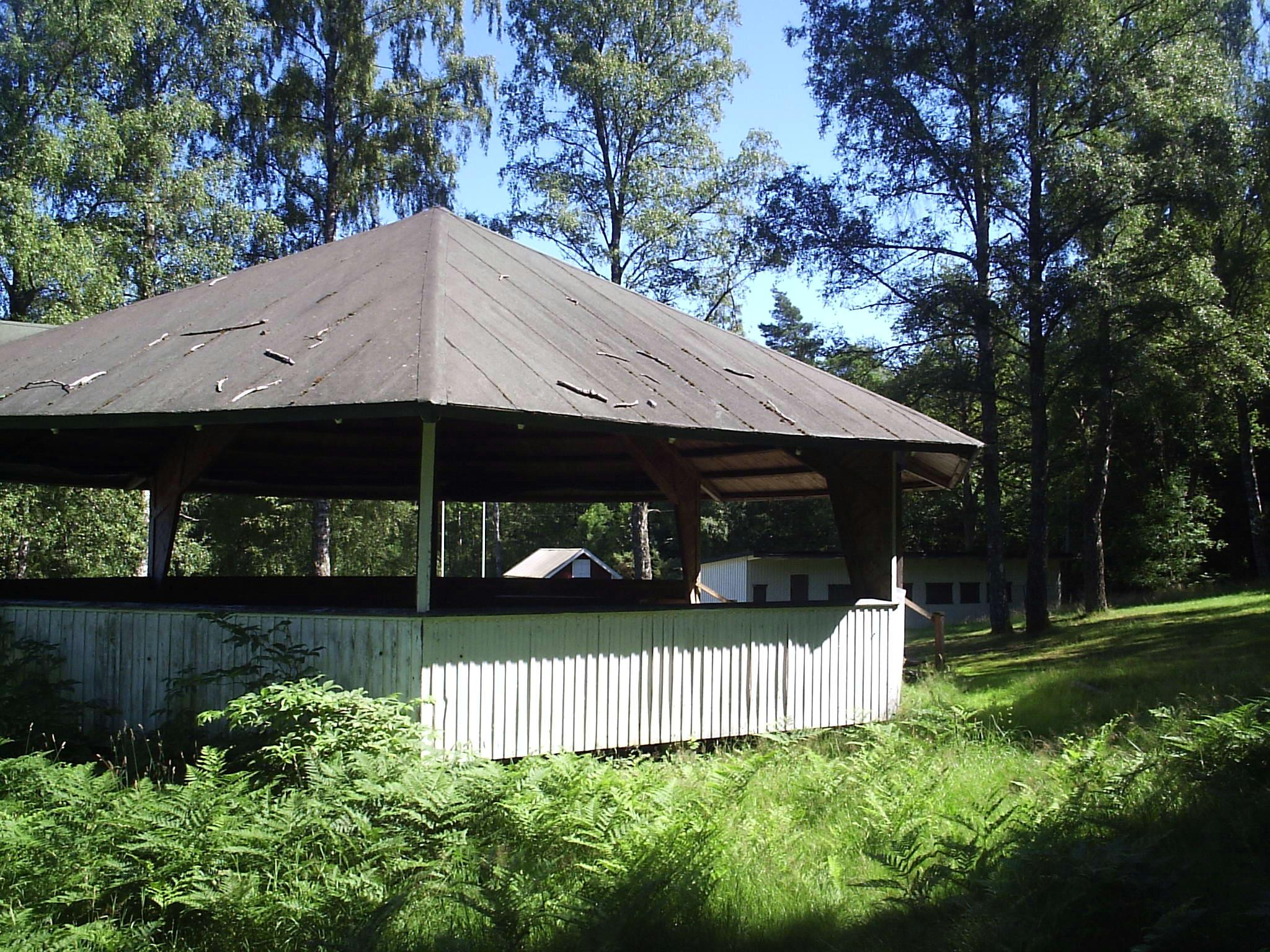
En dansbana i Folkets park i Tollered.

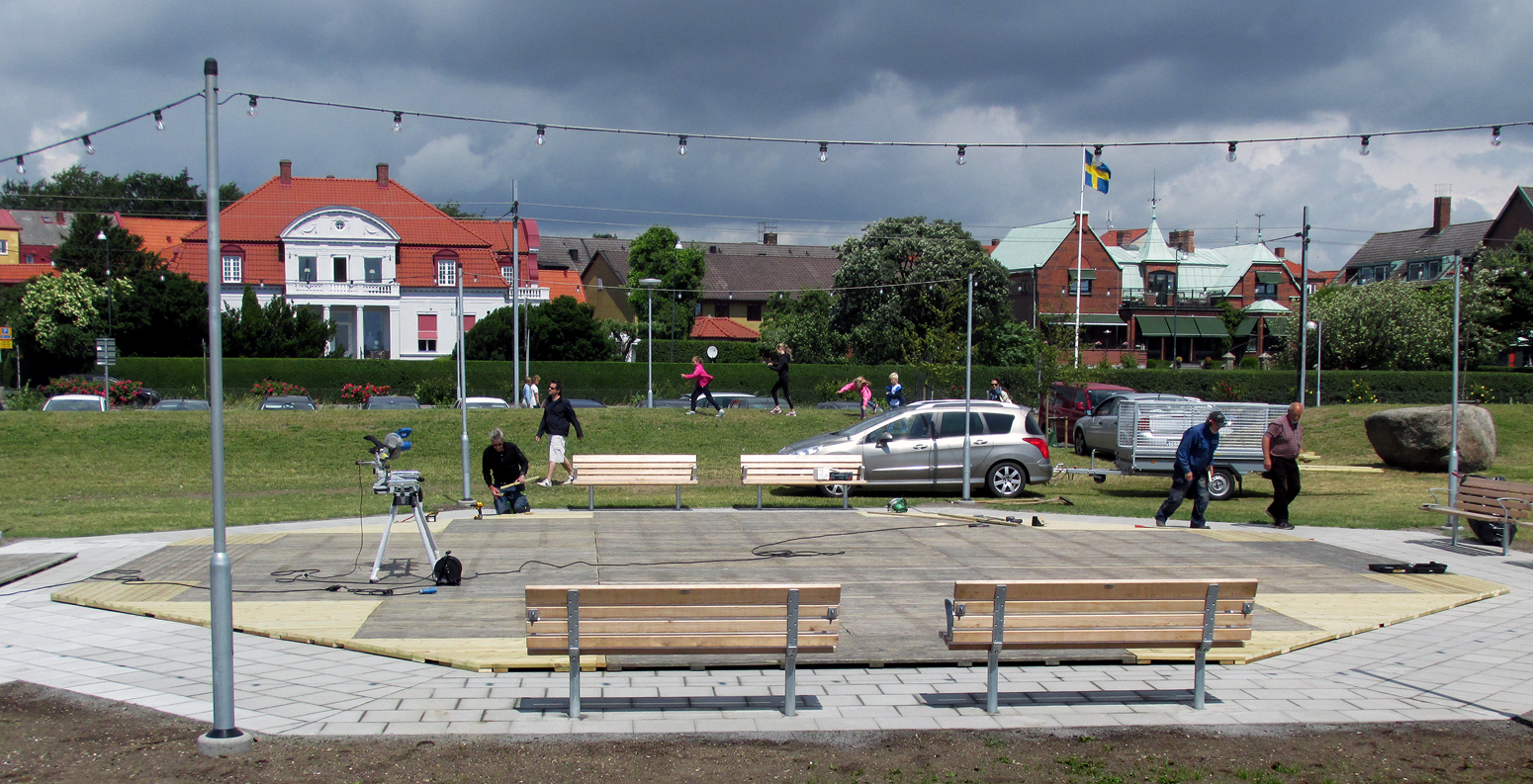
En åttakantig dansbana byggs i Ystads Småbåtshamn 18 juni 2016.

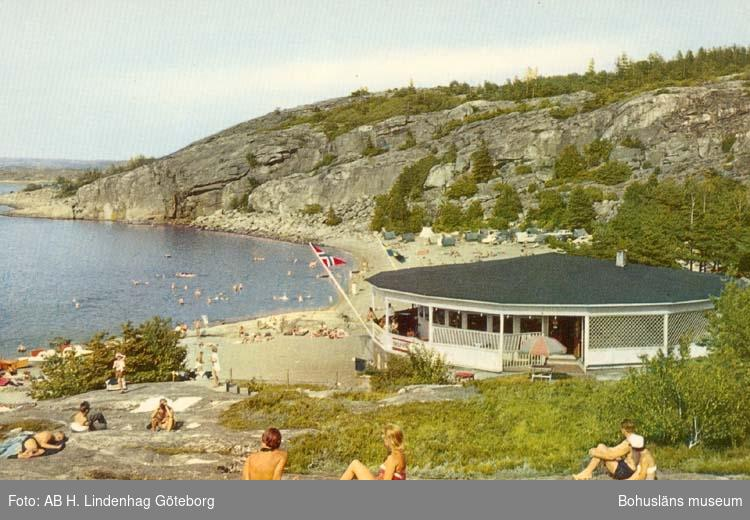
Dansrotundan vid Capri havsbad, Strömstad. En dansrotunda är en cirkulär dansbanebyggnad som ofta återfinns i exempelvis folkparker och i andra fritidsområden.

Dansbana är en anläggning utomhus avsedd för sällskapsdans. Dansbanan är oftast cirkulär och försedd med ett trägolv och enklare räcken. Det är vanligt med en scen på en sida, och det kan också förekomma ett tak över dansbanan (en så kallad "dansrotunda").
På dansbanorna dansas oftast till levande musik, till exempel framförd av ett dansband. Större dansbanor används också ibland för större fester eller mindre festivaler.

## Historia
Dansbanornas tillkomst är i mycket en del av folkrörelsernas genombrott i slutet av 1800-talet och början av 1900-talet. Ungdomar i de nya föreningarna byggde dansbanor för sitt nöje som kom att fungera som naturliga samlingsplatser under sommarens lördagskvällar.  Dansbanor anlades dels i större festplatser som folkparkerna, men också som en egen plats lite i utkanten av bebyggelsen i en trevlig naturomgivning. Under efterkrigstiden försvann de flesta lokalt skötta dansbanorna eftersom ändrade vanor (till exempel TV) minskade intresset samtidigt som underhållet var arbetsamt. Ändrade beskattningsregler har också bidragit till att minska intresset för att vara arrangör. Arrangörer vill att momssatsen på biljettintäkter skall vara bara 6%. I dag är momssaten 25% för dans men bara 6% för biljettintäkter på en konsert.

## Dansbaneeländet
Mellan 1920- och 1940-talet pågick en debatt i Sverige om den effekt som dansbanorna och allt som skedde runt hade på ungdomarnas moral, under etiketten "dansbaneeländet". Dansbaneeländet har betraktats som ett exempel på moralpanik, exempelvis i den etnologiska studien Dansbaneeländet från 1988 av Jonas Frykman.
Till betydande del handlade debatten inte så mycket om dansen utan om följderna av dåtidens alkoholvanor. De flesta jobbade på den tiden även på lördagar och höll sig därför nyktra ända till lördag kväll, då många yngre män på bara någon timme drack så mycket brännvin att de blev påtagligt berusade. Det ledde i sin tur till bråk och slagsmål i närheten av dåtidens många dansbanor. Försäljningen ransonerades med hjälp av en så kallad motbok, men genom att koncentrera konsumtionen av alkohol till lördagskvällar blev många påtagligt berusade på platser där det fanns andra yngre män som gjorde likadant, vilket ökade risken för slagsmål mellan de berusade männen. Det fanns en sorts social kod för hur de här slagsmålen skulle gå till; riktigt grovt våld var ovanligt.
Dansarrangörerna själva hävdade att pratet om elände var överdrifter och förtal, och att om det fanns några problem så var det utanför dansbanans område; de införde inhägnade områden där vakter övervakade nykterheten och ordningen. Dansbanor förde folk samman, men det gjorde även andra typer av sammankomster. Rädslan för oönskade graviditeter var stor, och det var en drivande kraft bakom pratet om dansbaneelände. P-piller fanns inte före 1960-talet, och  kondomer fick inte säljas helt fritt före 1970-talet. För att motverka "dansbaneeländet" infördes krav på danstillstånd, ett tillstånd att arrangera sådana tillställningar som kunde kombineras med villkor om musikstil, vakter och övervakning, och hot om indragning och böter om villkoren inte följdes.